# World RX da Alemanha
O World RX da Alemanha é uma das etapas do Campeonato Mundial de Rallycross. A etapa já teve dois circuitos como sede, sendo Estering de 2014 até 2018, e Nürburgring em 2021. 
Uma característica interessante da etapa é o fato de nenhum piloto ter conseguido vencer mais de uma vez, tendo vencedores diferentes em todas as edições.

## Circuitos utilizados

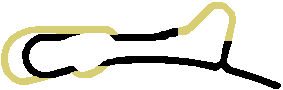
Nürburgring
Estering

## Vencedores
| Ano  | Circuito    | Qualificatória 1 campeão                    | Qualificatória 2 campeão                    | Qualificatória 3 campeão                    | Qualificatória 4 campeão                    |                                             | Semi Final 1 campeão                        | Semi Final 2 campeão                        |                                             | Final campeão                               |
| ---- | ----------- | ------------------------------------------- | ------------------------------------------- | ------------------------------------------- | ------------------------------------------- | ------------------------------------------- | ------------------------------------------- | ------------------------------------------- | ------------------------------------------- | ------------------------------------------- |
| 2014 | Estering    | Robin Larsson                               | Mattias Ekström                             | Andreas Bakkerud                            | Johan Kristoffersson                        | Petter Solberg                              | Robin Larsson                               | Petter Solberg                              |                                             |                                             |
| 2015 | Estering    | Davy Jeanney                                | Davy Jeanney                                | Davy Jeanney                                | Petter Solberg                              | Davy Jeanney                                | Petter Solberg                              | Davy Jeanney                                |                                             |                                             |
| 2016 | Estering    | Jānis Baumanis                              | Mattias Ekström                             | Petter Solberg                              | Petter Solberg                              | Petter Solberg                              | Mattias Ekström                             | Kevin Eriksson                              |                                             |                                             |
| 2017 | Estering    | Mattias Ekström                             | Timmy Hansen                                | Petter Solberg                              | Petter Solberg                              | Petter Solberg                              | Mattias Ekström                             | Mattias Ekström                             |                                             |                                             |
| 2018 | Estering    | Petter Solberg                              | Johan Kristoffersson                        | Mattias Ekström                             | Timmy Hansen                                | Johan Kristoffersson                        | Mattias Ekström                             | Johan Kristoffersson                        |                                             |                                             |
| 2020 | Nürburgring | Cancelado por causa da pandemia de COVID-19 | Cancelado por causa da pandemia de COVID-19 | Cancelado por causa da pandemia de COVID-19 | Cancelado por causa da pandemia de COVID-19 | Cancelado por causa da pandemia de COVID-19 | Cancelado por causa da pandemia de COVID-19 | Cancelado por causa da pandemia de COVID-19 | Cancelado por causa da pandemia de COVID-19 | Cancelado por causa da pandemia de COVID-19 |
| Ano  | Circuito    | Qualificatória 1 campeão                    | Qualificatória 2 campeão                    | Qualificatória 3 campeão                    |                                             | Semi Final 1 campeão                        | Semi Final 2 campeão                        |                                             | Final campeão                               |                                             |
| 2021 | Nürburgring | Johan Kristoffersson                        | Niclas Grönholm                             |                                             | Johan Kristoffersson                        | Yury Belevskiy                              | Johan Kristoffersson                        |                                             |                                             |                                             |
| 2021 | Nürburgring | Johan Kristoffersson                        | Enzo Ide                                    | Johan Kristoffersson                        | Johan Kristoffersson                        | Kevin Hansen                                | Niclas Grönholm                             |                                             |                                             |                                             |